# Schweizer Plakate des Jahres
Schweizer Plakate des Jahres (Swiss Poster Award) ist eine Auszeichnung. Der Preis wird seit 1941 in Zusammenarbeit der Firma APG mit einer Fachjury jährlich vergeben und ist durch das Eidgenössische Departement des Innern EDI ausgezeichnet.
Ziel der Präsentation auf einer öffentlichen Plattform ist es, das landesweite Plakatschaffen einem breiteren Publikum zugänglich zu machen.

## Kategorien
- Kommerzielle Plakate – Nationale Kampagnen: Plakate, die in mindestens zehn Kantonen und/oder in den fünf grössten Städten Basel, Bern, Genf, Lausanne sowie Zürich ausgehängt waren. Die Plakate müssen in irgendeiner Form über Firmen, Produkte, Dienstleistungen oder Veranstaltungen informieren.
- Kommerzielle Plakate – Regionale und lokale Kampagnen: Plakataushänge mit regionaler und/oder lokaler Bedeutung. Die Plakate müssen in irgendeiner Form über Firmen, Produkte, Dienstleistungen oder Veranstaltungen informieren.
- Public-Service Plakate: Plakate von Wohlfahrtsunternehmen sowie öffentlich-rechtlichen Institutionen.
- Kulturelle Plakate: Plakate für kulturelle Institutionen oder Anlässe wie zum Beispiel Theater, Museen, Festivals.
- Poster Innovations: Neue Ideen auf Basis des Plakats und buchbaren Plakatflächen.
- Digital Out of Home: Digitale Plakate mit Bewegung Bild/Text grösser als 70 Zoll.

## Veranstaltungen
- 1941–2000 Gestaltungswettbewerb Schweizer Plakate des Jahres
- 2001–2008 n/a
- 2009 Swiss Poster Award, Maag Event Hall, Zürich
- 2010 Swiss Poster Award, Maag Event Hall, Zürich
- 2011 Swiss Poster Award, Komplex 457, Zürich
- 2013 Swiss Poster Award, Komplex 457, Zürich
- 2014 Swiss Poster Award, Komplex 457, Zürich

## Preisträger
| Jahr | Preisträger                             | Titel/Motiv                                |
| ---- | --------------------------------------- | ------------------------------------------ |
| 2013 | Stephan Bundi                           | insgesamt 5 Werke prämiert                 |
| 2012 | Felix Pfäffli                           | There must be some kind of way out of here |
| 2011 | Ralph Schraivogel                       | Schwarz Weiss                              |
| 2009 | Irma Boom                               | Every Thing Design                         |
| 2007 | Bonbon, Valeria Bonin, Diego Bontognali | This Side Up                               |
| 2000 | Yves Netzhammer                         | n/a                                        |
| 1987 | Jean Benoît-Lévy                        | Das Labyrinth                              |
| 1980 | Fred Bauer                              | n/a                                        |
| 1970 | Kurt Wirth                              |                                            |
| 1975 | Mark Zeugin                             |                                            |
| 1974 | Blaise Bron                             | Mustermesse Basel                          |
| 1974 | Mark Zeugin                             |                                            |
| 1969 | Kurt Wirth                              |                                            |
| 1968 | Blaise Bron                             | Mustermesse Basel                          |
| 1965 | Fred Bauer                              | n/a                                        |
| 1965 | Blaise Bron                             | Mustermesse Basel                          |
| 1964 | Rolf Dürig                              |                                            |
| 1963 | Mark Zeugin                             |                                            |
| 1960 | Kurt Wirth                              |                                            |
| 1959 | Mark Zeugin                             |                                            |
| 1956 | Kurt Wirth                              |                                            |
| 1955 | Kurt Wirth                              |                                            |
| 1952 | Blaise Bron                             | Mobiloil color                             |
| 1951 | Blaise Bron                             | Mobiloil s/w                               |
| 1950 | Kurt Wirth                              |                                            |
| n/a  | Herbert Leupin                          | insgesamt 89 Werke prämiert                |